# زئيف ألكسندروفيتش
زئيف ألكسندروفيتش (بالعبرية: זאב אלכסנדרוביץ'‏) (و. 1905 – 1992 م) هو مصور إسرائيلي، ولد في كراكوف، توفي في تل أبيب، عن عمر يناهز 87 عاماً.